# Mont-Saint-Aignan
Mont-Saint-Aignan település Franciaországban, Seine-Maritime megyében. Lakosainak száma 20 188 fő (2022. január 1.). Mont-Saint-Aignan Notre-Dame-de-Bondeville, Bois-Guillaume, Déville-lès-Rouen, Houppeville és Rouen községekkel határos.

## Népesség
A település népességének változása:
| Lakosok száma | 19 209 | 19 304 | 18 850 | 19 262 | 19 357 | 19 686 | 20 066 | 20 188 |
|               | 2015   | 2016   | 2017   | 2018   | 2019   | 2020   | 2021   | 2022   |